# Myia
Myia (gr. Μυῖα, VI–V wiek p.n.e.) – filozofka pitagorejska i jedna z córek Teano i Pitagorasa. Była żoną Milona z Krotonu, słynnego zapaśnika. Przewodniczyła orszakowi dziewcząt, a jako dorosła – orszakowi kobiet.
Pozostał po niej list adresowany do niejakiej Fillis (Phyllis) zawierający porady dotyczące pielęgnacji niemowląt, zgodnej z zasadami harmonii.